# Kościół Zbawiciela w Rydze
Kościół św. Zbawiciela w Rydze (łot. Anglikāņu Sv. Pestītāja baznīca) – kościół anglikański zbudowany w XIX wieku znajdujący się w Rydze przy ul. Anglikāņu iela 2a (na rogu z Wielką Zamkową, Liela Pils iela).

## Historia
Świątynię zbudowano dla przebywających w Rydze w celach handlowych obywateli Wielkiej Brytanii. Wcześniej anglikanie modlili się w kościele reformowanym. Według carskiego spisu z 1891 Rygę zamieszkiwało 180 anglikanów. Budowa obiektu zaprojektowanego przez Johanna Felsko (kierował również pracami) trwała od 1857 do 1859. Na budowę zaprojektowanego w stylu neogotyku kościoła zużyto cegłę sprowadzoną specjalnie z Wielkiej Brytanii. 
W czasach ZSRR w świątyni mieściła się początkowo luterańska parafia św. Piotra (Sv. Pētera evaņģēliski luteriskā draudze), a od 1966 sala dyskotekowa dla studentów Ryskiego Uniwersytetu Technicznego. Po 1991 kościół zwrócono prawowitym właścicielom – w 1994 jego konsekracji dokonał wizytujący Rygę arcybiskup Canterbury. 
Obecnie kościół św. Zbawiciela jest największą świątynią anglikańską na terenie państw bałtyckich. 